# La regina del Far West
La regina del Far West (Cattle Queen of Montana) è un film western del 1954 diretto da Allan Dwan in Technicolor.

## Trama

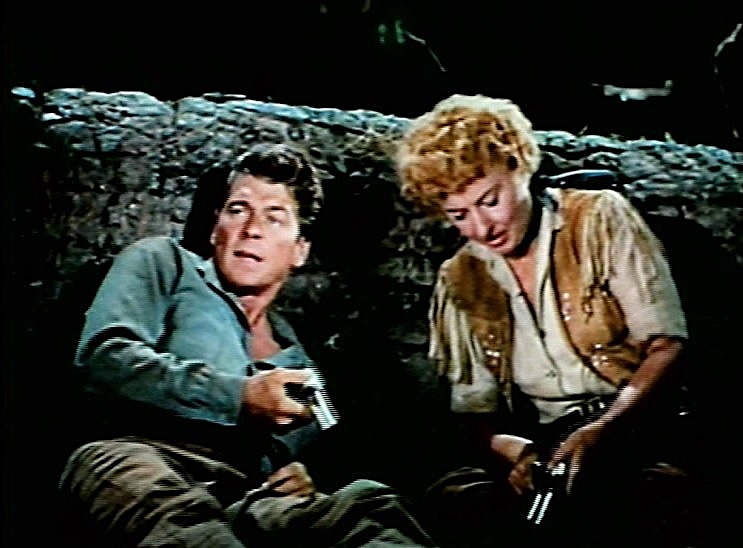
Ronald Reagan e Barbara Stanwyck in una scena

Pop Jones eredita un pezzo di terra di famiglia nel Montana, così lui e sua figlia, Sierra Nevada, decidono di lasciare il loro ranch in Texas per trasferirsi là. Durante il viaggio Sierra Nevada incontra uno sconosciuto, Farrell, un pistolero che la mette in guardia sui pericolosi indios della zona. Farrell lavora per Tom McCord, un ricco allevatore. C'è una certa tensione nella zona ultimamente. McCord è in combutta con gli indios, in particolare Natchakoa della tribù dei Piedi Neri, i cui guerrieri mettono in fuga il bestiame della famiglia Jones, feriscono Sierra e il loro aiutante Nat e uccidono Pop, dopodiché McCord ruba il documento di proprietà del terreno dal cadavere di Pop. Sierra è curata da Colorados, un giovane dei Piedi Neri che frequenta la scuola fra i bianchi, con dispiacere del capo tribù, suo padre. McCord offre una ricompensa di $2.000 a Farrell se uccide Sierra, ma Farrell decide di aiutarla. Farrell rivela di essere in realtà un agente della Cavalleria americana, che sta indagando sulle tensioni e sulle uccisioni. Con l'aiuto di Sierra fa saltare in aria un carro pieno di munizioni di McCord che stava per essere venduto agli indios, eliminando McCord una volta per tutte e portando finalmente la pace nel territorio.

## Produzione
Il film, diretto da Allan Dwan su una sceneggiatura di Robert Blees e Howard Estabrook e un soggetto di Thomas W. Blackburn, fu prodotto da Benedict Bogeaus per la RKO Radio Pictures tramite la Benedict Bogeaus Production e girato nel Glacier National Park (Montana) e nell'Iverson Ranch a Chatsworth, Los Angeles (California), da metà luglio al 6 agosto 1954.

## Distribuzione
Il film fu distribuito con il titolo Cattle Queen of Montana negli Stati Uniti dal 18 novembre 1954 al cinema dalla RKO Radio Pictures.
Altre distribuzioni:
- in Svezia il 9 maggio 1955 (Tomahawkens lag)
- in Portogallo il 23 giugno 1955 (A Rainha da Montanha)
- in Germania Ovest il 24 giugno 1955 (Die Königin von Montana)
- in Finlandia il 5 agosto 1955 (Mustajalat sotapolulla)
- in Danimarca il 15 agosto 1955 (Præriens dronning)
- in Austria nel 1956 (Königin der Berge)
- in Francia il 25 aprile 1956 (La reine de la prairie)
- in Giappone il 22 luglio 1958
- in Belgio (De koningin van de prairie e La reine de la prairie)
- in Brasile (Montana, Terra do Ódio e Terra do Ódio)
- in Spagna                           (La reina de Montana)
- in Grecia (I koilas ton giganton e I vasilissa tis koilados)
- in Italia                    (La regina del Far West)
- in Germania Ovest (Königin der Berge)

## Critica
Secondo Leonard Maltin il film soffre di una "sceneggiatura banale" ma si pregia di paesaggi notevoli.

## Promozione
Le tagline sono:
- She strips off her petticoats... and straps on her guns !
- WHEN SIN AND SAVAGERY RULED MONTANA TERRITORY!
- GUNGIRL of the WEST!
- ROARING SAGA OF A GIRL IN THE GUN-WORLD OF MEN!